# Realidad daimónica
Realidad daimónica. Una guía de campo para el Otro Mundo (en inglés Daimonic Reality. A Field Guide to the Otherworld) es un ensayo de 1995 del escritor inglés Patrick Harpur.

## Sinopsis
Harpur aborda el área de los fenómenos paranormales reprobando la doble actitud presente, por un lado, en la cultura oficial, al eludir las preguntas que deberían suscitar tales fenómenos sobre la naturaleza de la realidad y de la mente, y por otro, en la cultura popular, al tomar estas apariciones en su sentido literal. Para Harpur se trata de fenómenos puramente psíquicos, siendo la «psique» el mundo, no sólo nuestras mentes individuales. La fenomenología pertenecería así a la esfera de la Imaginación, entendida ésta como el Alma del Mundo neoplatónica.